# Bernhard von Liewen
Bernhard von Liewen, född 24 augusti 1651, död 18 maj 1703, var en svensk militär.

## Biografi
Bernhard von Liewen föddes i Estland som son till generalmajoren och guvernören friherre Reinhold Liwe och hans hustru Hedvig von Wartensleben. 1668 gav han sig i utländskt tjänst som kadett vid franska gardet och tjänade därefter som volontär vid överste Ulfsparres regemente under holländskt kommando och deltog i de holländska landfälttågen. Därefter deltog han även som frivillig på holländska flottan i det stora sjöslaget vid Southwold Bay.
Han återvände därefter till Sverige och medverkade som kapten i livgardet i slaget vid Lund. Han lär här inför svenska och danska härens åsyn ha dödat en dansk kapten, som utmanat en svensk officer till envig och återkommit med hans värja som segertecken. I slaget vid Landskrona anföll han ensam danska generalen Detlef von Rumohr, som försökte rekognosera den svenska arméns ställningar, avväpnade honom och förde honom tillfångatagen till Karl XI.
År 1678 befordrades han till major, 1679 till överstelöjtnant, 1686 till överste vid livgardet, 1696 till generalmajor och chef för Dalregementet och 1698 till generallöjtnant och guvernör i Wismar.
När Sverige år 1700 invecklades i nya krig, tjänstgjorde von Liewen först under Nils Gyllenstierna vid landstigningen på Själland och kallades efter segern vid Narva av Karl XII till Livland. Strax efter ankomsten dit, deltog han i övergången av Düna och året i slaget vid Klissow.
I april 1703 utnämndes han till general av infanteriet. Några veckor senare, den 18 maj 1703, genomförde han tillsammans med bland andra Karl XII en rekognosceringstur för att utspana fiendens befästningar vid Thorn. Medan kungen hukade sig ned bakom ett plank och tittade genom springorna, ställde sig Liewen bredvid kungen utan skydd av planket. Kungen uppmanade Liewen att "taga sig tillvara, att fienden icke måtte af hans galonerade kläder soupçonnera Hans Maj:ts närvarelse eller dessutom skjuta efter honom sjelf, som de kunde tro vara en generalsperson". Omedelbart efter kungens varning träffades Liewen av en falkonettkula som slet av hans högra ben. Det gick inte att stoppa blodflödet och Liewen avled några timmar senare samma dag. Hans sista ord uppges ha varit: "Gud vare lov, att konungen blev oskadd!" Karl XII närvarade tillsammans med flera av sina generaler vid Liewens begravning och fäste själv locket på Liewens kista.

### Egendom
von Liewen ägde Viks slott i Balingsta socken och Bärby i Giresta socken.

### Familj
von Liewen gifte sig första gången 15 mars 1681 med grevinnan Sigrid Oxenstierna af Croneborg (1659–1688), dotter till landshövdingen, friherre Ture Oxenstierna af Croneborg och friherrinnan Beata Leijonhufvud. De fick tillsammans barnen en son (född 1682), Charlotta von Liewen (1683–1735) som var gift med riksrådet, greve Gustaf Bonde af Björnö, en son (född 1685), hovfröken Beata von Liewen (1686–1729) hos drottning Ulrika Eleonora och Carl von Liewen (död före 1698).
von Liewen gifte sig andra gången 9 juli 1689 med grevinnan Hedvig Lovisa Horn af Björneborg (1655–1715), dotter till riksmarsken och generalfältherren Gustaf Horn af Bjröneborg och Sigrid Bielke af Åkerö. Hedvig Lovisa Horn af Björneborg var änka efter översten, friherre Ture Sparre. von Liewen och Horn fick tillsammans barnen studenten Bernhard von Liewen (1690–1705) vid Uppsala universitet, Johanna Christina von Liewen (död 1702), Eleonora von Liewen, kammarherren Carl Gustaf von Liewen (1695–1722) och Bernhard Vilhelm von Liewen.